# Corcovetella
Genre
Corcovetella est un genre d'araignées aranéomorphes de la famille des Salticidae.

## Distribution
Les espèces de ce genre se rencontrent au Brésil et au Costa Rica.

## Liste des espèces
Selon World Spider Catalog (version 23.5, 11/01/2023) :
- Corcovetella aemulatrix Galiano, 1975
- Corcovetella galianoae Pekár, 2022

## Systématique et taxinomie
Ce genre a été décrit par Galiano en 1975 dans les Salticidae.

## Publication originale
- Galiano, 1975 : « Salticidae (Araneae) formiciformes. XV. Descripción de Corcovetella aemulatrix, género y especie nuevos. » Physis, sér. C, vol. 34, no 88, p. 33-39.